# Synodites carinatus
Synodites carinatus är en stekelart som först beskrevs av Holmgren 1857.  Synodites carinatus ingår i släktet Synodites och familjen brokparasitsteklar. Arten är reproducerande i Sverige. Inga underarter finns listade i Catalogue of Life.